# Bedong
Bedong (en malayo: Bedong) es una localidad de Malasia, en el estado de Kedah.
Se encuentra a 3 m sobre el nivel del mar. 

## Demografía
Según estimación 2010 contaba con 65540 habitantes.